# Menades
 Menades  es una comuna y población de Francia, en la región de Borgoña, departamento de Yonne, en el distrito y cantón de Avallon.
Su población en el censo de 1999 era de 61 habitantes.
Está integrada en la Communauté de communes de l'Avallonnais .

## Demografía
| 79 | 73 | 74 | 65 | 67 | 61 |
| Para los censos de 1962 a 1999 la población legal corresponde a la población sin duplicidades (Fuente: INSEE [Consultar]) |    |    |    |    |    |